# Medvedisznó-paktum
A Medvedisznó-paktum (Nobody Got Cereal?) a South Park című rajzfilmsorozat 294. része (a 22. évad 7. epizódja). Elsőként 2018. november 14-én sugározták az Amerika Egyesült Államokban a Comedy Centralon, míg hazánkban ugyancsak a Comedy Central mutatta be 2018. december 11-én.
Az előző epizód folytatásában a volt amerikai alelnök, Al Gore segítségével küzdenek a főhősök a Medvedisznóember ámokfutásával szemben, amelynek karaktere a globális felmelegedést, illetve annak tagadását személyesíti meg.

## Cselekmény
A Medvedisznóember tovább folytatja városszerte a tombolást és az emberek brutális szétmarcangolását fényes nappal. Ennek ellenére a lakosság jó része továbbra is kételkedik a létezésében, vagy abban, hogy elkezdjenek-e aggódni, még akkor is, amikor Sátán is megjelenik és lehordja őket ezért. Stan, Kyle, Cartman és Kenny börtönben vannak, miután letartóztatták őket, mert őket gyanúsítják a gyilkosságokkal (amiket továbbra is iskolai lövöldözésként kezelnek). Kihasználják, hogy az őket őrző rendőr a Red Dead Redemption 2-vel játszik, és megszöknek. Stan otthon konfrontálódik az apjával és megtudja tőle, hogy már 14 éves kora óta beszélt neki Marvin a Medvedisznóemberről. Yates őrmester továbbra is tagadja a Medvedisznóember létezését, az egyre nyilvánvalóbb bizonyítékok ellenére. A házassága is alaposan megromlik, mert a felesége tovább játszik a játékkal a távollétében, és már sokkal előrébb jár, mint ő.
Stan felkeresi a nagyapját és kérdőre vonja. Marvin először hárítani próbál, majd kiderül, hogy ő és az idősek otthonának többi lakója is benne volt a dologban. Fiatalon kötöttek alkut a Medvedisznóemberrel, mert azt hitték, hogy mire jönnek a következmények, addigra már úgysem élnek. Az alku lényege az volt, hogy ők is szerettek volna jól élni, nem gondoltak a jövőre, ezért autókat és prémium jégkrémeket kértek tőle. Marvin azzal mentegetőzik, hogy nem is akart gyereket, Randy is teljesen véletlenül fogant meg, ezért nem terheli őt felelősség. Stan arra kéri, legalább azt mondja el neki, hogy kötötték az alkut.
Eközben Kyle, Cartman és Kenny találkoznak a Sátánnal és Al Gore-ral (aki az egész részben úgy jelenik meg, mint egy szellem, mert egy trükkel így jeleníti meg magát, mint önmaga "mentora", hasonlóképpen a Star Wars Erő-szellemeihez). Cartman arra kéri Sátánt, hogy szálljon szembe ő a Medvedisznóemberrel, cserébe azért, mert az emberek a Földön elég sok munkáját elvégzik mostanában helyette. Összecsapnak, a Medvedisznóember azonban brutális módon végez a Sátánnal, aki meghal, majd angyal képében a mennybe száll. Stan és Marvin elmennek az iskolába, ahol a többiek bújkálnak, és Stan közli, hogy eltörli az alkut. Ezalatt az iskolát körbeveszik a rendőrök - de Yates őrmester váratlanul közli velük, hogy bolond volt, amiért tagadta a Medvedisznóember létezését és elengedi őket. Szerinte sosem késő helyesen cselekedni és Stant is arra bátorítja hogy tegyék ezt.
A megoldás végül az lesz, hogy Stan meghatalmazást kap arra, hogy South Park nevében tárgyaljon az alkuról, méghozzá egy ügyvéd jelenlétében. Medvedisznóember is jelen van a tárgyaláson, aki kárpótlást akar az alku eltörléséért cserébe: megígéri, hogy nem jön vissza, ha a városlakók lemondanak a szójaszószról és a Red Dead Redemption 2-ről. A városlakók azonban inkább egy újratárgyalást akarnak ehelyett, és ezért olyan új jogokat kap a Medvedisznóember, mint például minden harmadik világbeli gyermek élete vagy 5 év múlva történő visszatérés ezerszer nagyobb mészárlás fejében.

## Forráshivatkozások
1. ↑  Schedeen, Jesse: South Park Season 22, Episode 7: "Nobody Got Cereal?" Review (angol nyelven). IGN, 2018. november 15. (Hozzáférés: 2024. június 12.)